# Mike Glennon
Michael Joseph Glennon (Contea di Fairfax, 12 dicembre 1989) è un giocatore di football americano statunitense che gioca nel ruolo di quarterback per i New York Giants della National Football League (NFL). Fu scelto nel corso del terzo giro (73º assoluto) del Draft NFL 2013 dai Tampa Bay Buccaneers. Al college ha giocato a football alla North Carolina State University.

## Carriera

### Tampa Bay Buccaneers

#### Stagione 2013
Glennon fu scelto nel corso del terzo giro del Draft 2013 dai Tampa Bay Buccaneers. Dopo che la squadra perse le prime 3 gare della stagione in cui il quartertback titolare Josh Freeman disputò delle prestazioni negative, Glennon fu nominato titolare per la gara della settimana 4 contro gli Arizona Cardinals. In quella gara il rookie non sfigurò passando il tuo primo touchdown nel primo quarto di gioco. Grazie a quella marcatura i Buccaneers rimasero in vantaggio per la maggior parte della gara, salvo essere superati nel finale anche a causa di 2 intercetti subiti da Glennon, che terminò con 192 yard passate. Nella settimana successiva, Glennon passò 276 yard e 2 touchdown per Vincent Jackson subendo un intercetto, coi Bucs che non riuscirono ad avere la meglio sui Philadelphia Eagles. Anche nelle due settimane successive il quarterback giocò bene ma i Bucs non agguantarono ancora la prima vittoria stagionale: nel turno 7 terminò passando 256 yard e 2 TD contro gli Atlanta Falcons mentre nella settimana 8 con 275 yard e un TD contro i Panthers.
Nella settimana 9 i Bucs sprecarono un vantaggio di 21 punti contro i Seattle Seahawks perdendo ai tempi supplementari, col quarterback che terminò con 17 passaggi completati su 23 per 168 yard e 2 touchdown. La domenica successiva giunse per Glennon e la sua squadra la prima vittoria nel Monday Night Football contro i Miami Dolphins in cui passò 139 yard, 1 touchdown e 1 intercetto. Contro gli Atlanta Falcons la domenica seguente i Bucs ancora. Glennon terminò la sfida con 231 yard passate e 2 touchdown e la sua percentuale di completo di passaggi (87%) fu un record NFL in una partita per un rookie che resistette fino al 2016 quando fu superato da Dak Prescott. La terza vittoria consecutiva giunse contro i Detroit Lions e con 2 TD passati il giocatore stabilì un nuovo primato, passando un touchdown in ognuna delle prime otto gare in carriera. Tre giorni dopo fu premiato come miglior rookie offensivo del mese di novembre, in cui passò complessivamente 785 yard con sette touchdown e un solo intercetto, per un 119,7 di passer rating.
La striscia positiva dei Bucs si interruppe contro una delle squadre più in forma della lega, i Carolina Panthers, nella settimana 13 in cui il quarterback passò 180 yard e subì un intercetto. La squadra si rifece la settimana successiva vincendo la quarta delle ultime cinque gare contro i Buffalo Bills. Glennon partì male lanciando due intercetti ma si riprese terminando con 2 touchdown, anche se solamente con 90 yard passate, e alla fine la vittoria giunse con un netto 27-6.

#### Stagione 2014
Nel 2014, i Buccaneers ebbero un nuovo allenatore, Lovie Smith che, nonostante avesse definito Glennon "il quarterback del futuro della franchigia", preferì iniziare la stagione schierando come titolare il veterano Josh McCown, giunto in primavera dai Chicago Bears. McCown perse le prime due partite della stagione e nella terza, mentre la squadra era già nettamente in svantaggio contro i Falcons, si infortunò a un pollice, venendo sostituito da Glennon. Questi completò 17 passaggi su 24 per 121 yard, portando la squadra a segnare due touchdown nel finale, evitandole le peggiore sconfitta della storia della franchigia. Partito come titolare nel turno successivo, trascinò i suoi alla prima vittoria stagionale e alla prima della loro storia in casa degli Steelers, passando a Vincent Jackson il touchdown della vittoria a 7 secondi dal termine. La sua gara terminò con 3 touchdown e 302 yard passate, di cui 41 a Louis Murphy a trenta secondi dal termine che aprirono la strada alla marcatura decisiva.

#### Stagioni 2015-2016
Con l'arrivo ai Buccaneers del quarterback prima scelta assoluta Jameis Winston, Glennon nel 2015 e 2016 fu spostato nel ruolo di riserva, non partendo mai come titolare.

### Chicago Bears
Scaduto il contratto con Tampa Bay, Glennon divenne free agent, firmando il 9 marzo 2017 coi Chicago Bears. All'inizio della stagione fu nominato titolare dopo avere superato la concorrenza del rookie scelto come secondo assoluto nel Draft 2017 Mitchell Trubisky e ottenne la prima vittoria nel terzo turno contro i Pittsburgh Steelers nel 23-17 ai tempi supplementari. Dopo una sconfitta contro i Green Bay Packers nel turno successivo però, i Bears annunciarono che sarebbe stato Trubisky a partire come titolare nel quinto turno.

### Arizona Cardinals
Nel 2018 Glennon passò agli Arizona Cardinals.

### Oakland Raiders
Nel 2019 Glennon firmò con gli Oakland Raiders.

### Jacksonville Jaguars
Il 12 maggio 2020 Glennon firmò con i Jacksonville Jaguars. Fu nominato titolare nella gara del dodicesimo turno contro i Cleveland Browns in cui la sua squadra fu sconfitta in una partita equilibrata. La sua prova terminò 235 yard passate e 2 touchdown. Complessivamente in stagione disputò 5 partite come titolare, tutte perdute, con 1.072 yard passate, 7 touchdown e 5 intercetti.

### New York Giants
Nel marzo del 2021 Glennon firmò con i New York Giants.

## Palmarès
- PFWA All-Rookie Team - 2013
- Rookie offensivo del mese: 1

novembre 2013

### Record NFL
- Maggior numero di gare consecutive con almeno un touchdown passato dalla gara di debutto in carriera - 8